# Kenji Mizoguchi
Kenji Mizoguchi, em japonês 溝口 健二 Mizoguchi Kenji (Tóquio, 16 de maio de 1898 — Quioto, 24 de agosto de 1956) foi um diretor e roteirista japonês.

## Biografia

### Começo
Mizoguchi nasceu em Tóquio, filho de um carpinteiro. Circunstâncias económicas adversas obrigaram o seu pai a vender sua irmã mais velha para se tornar uma gueixa, um acontecimento que afetou profundamente a visão de mundo de Mizoguchi ao longo de sua vida. Manteve uma feroz resistência contra seu pai pelo tratamento que ele dava a sua mãe e irmã durante toda sua vida. Deixou a escola com treze anos para trabalhar e estudar artes gráficas e seu primeiro trabalho foi como designer publicitário em Kobe. Estreou-se na indústria cinematográfica em Tóquio, como ator, em 1920; Três anos depois, tornar-se-ia um diretor bastante conceituado da Nikkatsu Corporation.

### Carreira Cinematográfica
Os primeiros trabalhos de Mizoguchi foram exploratórios, principalmente trabalhos do gênero de adaptações de Eugene O'Neill, Tolstói e remakes do Expressionismo Alemão. nestes primeiros trabalhos, Mizoguchi trabalhou rapidamente, por vezes produzindo uma série de filmes em semanas. Isso explicaria a contagem de mais de cinquenta filmes entre 1920 e 1930, a maioria dos quais se perderam. Vários de seus filmes posteriores foram keiko eiga ou "filmes tendenciosos", nos quais Mizoguchi explorou suas tendências socialistas e modelou suas famosas marcas e preocupações. Mais tarde, Mizoguchi persistiu em dizer que sua carreira como diretor sério não havia começado até Sisters of Gion e Naniwa Elegy, ambos de 1936. Em seus filmes centrais, Mizoguchi começou a ser saudado um diretor Neo-realista": tais filmes eram considerados como documentos sociais de um Japão em transição do feudalismo para o modernismo. The Stody of the Last Chrysanthemus (1939) ganhou um prêmio do Departamento de Educação; Como os dois filmes inicialmente citados, este último explora o papel secundário da mulher em uma sociedade injustamente machista. Durante este tempo, Mizoguchi também desenvolveu sua famosa aproximação cinematográfica de "um plano por cena". A meticulosidade e autenticidade de seu cenógrafo Hiroshi Mizutani teria contribuido para o uso frequente de lentes altamente distorcidas nos filmes de Mizoguchi. Durante a guerra, Kenji foi forçado a firmar compromissos para o governo militar como publicitário; Seu mais famoso filme dessa época foi um remake do clássico Samurai Bushido chamado The 47 Ronin (1941), um drama histórico épico (rekishi geki).

### Reconhecimento no Pós-Guerra
Mizoguchi foi redescoberto no Ocidente particularmente por críticos como Jacques Rivette. Depois de uma fase inspirada pelo sufrágio feminino japonês, que produziu filmes radicais como Victory of the Women (1946) e My Love Has Been Burning (1949), Mizoguchi se voltou para o jidai-geki — ou "período dramático", reconstituição de histórias do folclore japonês ou período histórico — junto com o escritor e colaborador de longa data Yoshikata Yoda. Seria sua mais celebrada série de trabalhos, incluindo The Life of Oharu (1952), que ganhou reconhecimento internacional e o qual ele considerava seu melhor filme, e Ugetsu (1953), que ganhou o Leão de Prata no Festival de Veneza. Sansho the Bailiff (1954) toma a premissa do Japão feudal e a trabalha como um conto moralista confucionista. De aproximadamente 100 filmes que desenvolveu, apenas dois — Tailes of the Taira Clan (1955) e Princess Yang Kwei-Fei (1955) — são coloridos. Mizoguchi morreu em Kyoto de leucemia com 58 anos, na época em que havia sido reconhecido como um dos três mestres do cinema japonês ao lado de Yasujiro Ozu e Akira Kurosawa. De acordo com sua memória, fez ao todo 75 filmes, embora a maioria dos seus primeiros trabalhos tenham sido perdida. Em 1975, Kaneto Shindo filmou um documentário sobre Mizoguchi chamado Kenji Mizoguchi: The Life of a Film Director.

## Temas, estética, forma de trabalho
O trabalho de Mizoguchi é bastante conhecido pela sua proteção feminina característica. Foi considerado o primeiro grande diretor feminista, embora o público de hoje possa achar que seus temas não se delineiam com o conceito atual de feminismo. Revelou a posição feminina na sociedade japonesa como humilhante e oprimida, e demonstrou que as mulheres podem ser capazes de maior nobreza entre os sexos. Fez muitos filmes sobre os apuros das gueixas, mas seus protagonistas podem derivar de qualquer lugar: prostitutas, trabalhadores, ativistas de rua, donas-de-casa e princesas feudais. Seus filmes têm uma estética remanescente da arte japonesa. Prefere planos longas, encenação pictórica, raramente utilizando o close up tão valorizado pelo cinema do Ocidente; uma cena típica pode demorar poucos minutos e dar ênfase à luminosidade e ao cenário — tal como o trabalho de Josef von Sternberg. A essa beleza formal soma-se o envolvimento do público com o tema, e à habilidade com que o realizador provoca simpatia pelos protagonistas. Suas melhores obras são extraordinariamente comoventes.
Ficou conhecida também a obsessão de Mizoguchi por repetições de tomadas, que em muitos casos se tornaram um pesadelo para suas atrizes. Sua preferência por planos longos significava que não havia espaço para erros: conta-se que, em alguns casos, ele chegou a rodar cem tomadas de um mesmo plano. Kinuyo Tanaka, atriz que trabalhou regularmente com Mizoguchi, relatou certa vez que Mizoguchi pediu-lhe que lesse uma verdadeira biblioteca como preparação para um papel.

## Filmografia

### Títulos mais importantes
- 1934  Aizō Tōge (愛憎峠), filme perdido
- 1936 Sisters of the Gion (祇園の姉妹 Gion no shimai)
- 1936 Naniwa Elegy, também conhecido por Osaka Elegy (浪華悲歌 Naniwa hika ou Naniwa erejī)
- 1939 Os Contos dos Crisântemos Tardios (残菊物語 Zangiku monogatari)
- 1941 The 47 Ronin, também conhecido por The Loyal 47 Ronin of the Genroku Era (元禄忠臣蔵 Genroku chushingura)
- 1946 Utamaro and His Five Women, também conhecido por Five Women Around Utamaro (歌麿をめぐる五人の女 Utamaro o meguru gonin no onna)
- 1950 Yuki fujin ezu
- 1951 Miss Oyu (お遊さま Oyū-sama)
- 1952 A Vida de Oharu (西鶴一代女 Saikaku ichidai onna)
- 1953 A Geisha, também conhecido por Gion Music Festival (祇園囃子 Gion bayashi)
- 1953 Contos da Lua Vaga, também conhecido por Tales of the Pale and Silvery Moon After the Rain (雨月物語 Ugetsu monogatari)
- 1954 The Woman in the Rumor, também conhecido por The Crucified Woman (噂の女 Uwasa no onna)
- 1954 O Intendente Sansho (山椒大夫 Sanshō dayū)
- 1954 The Crucified Lovers, também conhecido por A Story by Chikamatsu (近松物語 Chikamatsu monogatari)
- 1955 Tales of the Taira Clan, também conhecido por Taira Clan Saga (新平家物語 Shin Heike monogatari)
- 1955 A Imperatriz Yang Kwei Fei, também conhecido por The Empress Yang Kuei-Fei (楊貴妃 Yōkihi)
- 1956 A Rua da Vergonha (赤線地帯 Akasen chitai)